# Nico Gutjahr
Nico Gutjahr (* 15. Mai 1993) ist ein deutscher Fußballspieler, der beim SSV Ulm 1846 unter Vertrag steht.

## Karriere
Gutjahr begann seine Karriere im Erwachsenenbereich bei der zweiten Mannschaft des SC Freiburg, für den er bis ins Jahr 2012 in der Jugend aktiv gewesen war. Von 2010 bis 2013 besuchte er die Max Weber-Schule in Freiburg. Nach zwei Spielzeiten bei der zweiten Mannschaft des SC in der Regionalliga Südwest wechselte er im Sommer 2014 zum ambitionierten Regionalligisten Würzburger Kickers. Dort kam Gutjahr in 19 Saisonspielen zum Einsatz und erreichte mit den Kickers den Aufstieg in die 3. Fußball-Liga. Am 22. September 2015 debütierte er dort bei einem torlosen Unentschieden gegen die zweite Mannschaft des SV Werder Bremen. Zur Saison 2016/17 wechselte Gutjahr zum Drittligisten SG Sonnenhof Großaspach, wo er verletzungsbedingt jedoch in den beiden folgenden Spielzeiten insgesamt nur zu sieben Liga-Einsätzen kam.
Im Sommer 2018 wechselte er daraufhin zum Regionalligisten SSV Ulm 1846. Nachdem sein auslaufender Vertrag dort im Sommer 2020 nicht verlängert wurde, schloss er sich dem Ligakonkurrenten Bahlinger SC an.

## Erfolge
- 2015: Aufstieg in die 3. Fußball-Liga (Würzburger Kickers)